# Dům Continental
Dům Continental, znám též pod názvem Lázeňský dům Continental, se nachází v Městské památkové zóně Karlových Varů v ulici Tržiště 378/27. Byl postaven v letech 1888–1889, s dostavbou v roce 1891. Od roku 1991 je prohlášen za kulturní památku.

## Historie
V letech 1888–1889 zde na místě starého barokního domu nechala Berta Bernharth postavit nový dům jménem Continental. Projekt vypracoval v roce 1888 v duchu německé renesance architekt a stavitel Hans Schidlo.
Roku 1891 došlo, podle návrhu karlovarského stavitel Konráda Eckla, k úpravě a dokončení parteru s obchodním sálem a vnitřní galerií. Pro vestavbu galerie s mohutným portálem prosvětleným trojicí velkých otvorů byly použity železné konstrukce s litinovými sloupy z Komárovských železáren. V Karlových Varech to tehdy byl první velkoměstsky pojatý obchodní portál s vnitřní obchodní galérií.
22. května 1991 byl objekt prohlášen za kulturní památku, památkově chráněn je pod rejstř. č. ÚSKP 19645/4-4554.

## Ze současnosti
V roce 2014 byl dům uveden v Programu regenerace Městské památkové zóny Karlovy Vary 2014–2024 v části II. (tabulková část 1–5 Přehledy) v Seznamu nemovitých kulturních památek na území MPZ Karlovy Vary a jejich aktuální stav s vyjádřením nevyhovující.
V současnosti (červen 2023) je budova evidována jako objekt k bydlení ve vlastnictví společnosti Suisse Investment s.r.o.

## Popis
Pětipodlažní dům Continental se šestiosým uličním průčelím se nachází v centru lázeňské části Karlových Varů na Tržišti 378/27. Krajní osy průčelí mají na obou stranách zdvojená okna. V přízemí je v obou krajních osách velký obloukový vchod, u levého vchodu s původními řezanými novorenesančními dveřmi s kovanou mříží. Mezi oběma vchody jsou tři velká oblouková okna oddělena toskánským sloupkem. Nad přízemím je silně vyložená římsa. Boční rizality nad přízemím mírně vystupují.
Okna prvního i druhého patra jsou obdélná, s římsami i frontony v prvním patře, u krajních dvojoken segmentovými, u oken mezi nimi trojúhelnými. Ve druhém patře je použití opačné. Okna třetího patra jsou oblouková, bez říms i frontonů, nad nimi jsou výrazné kladí a silně vyložená korunní římsa na konzolách. Bohatá štuková i kamenická dekorace provází celou fasádu; vedle mnohých gryfů jsou zde uplatněny i busty římských císařoven a ve štítech monogramy BB.
Nad oběma bočními rizality je dvouetážový vikýř, jehož dolní část má dvojité obloukové okénko, nad ní je štítek se štukovým reliéfem završený segmentovým frontonem. Mezi oběma krajními vikýři je nad každou okenní osou menší vikýř s obloukovým oknem s paralelní římsou nahoře.
V přízemí se nachází hala s bohatou štukovou nástropní výzdobou: obdélné nástropní zrcadlo, uvnitř ovál s motivy kartuší, festonů a květin. V průběžném kladí jsou ve vlysu festony, nahoře pak zubořez, a na dolní části volných sloupů reliéfní grotesky, květinové závěsy a prstence s vejcovcem.